# Microphor anomalus
Microphor anomalus är en tvåvingeart som först beskrevs av Johann Wilhelm Meigen 1824. Enligt Catalogue of Life ingår Microphor anomalus i släktet Microphor och familjen styltflugor, men enligt Dyntaxa är tillhörigheten istället släktet Microphor och familjen smådansflugor. Arten är reproducerande i Sverige. Inga underarter finns listade i Catalogue of Life.